# Les Révoltés de l'an 2000
Pour plus de détails, voir Fiche technique et Distribution.
Les Révoltés de l’an 2000 (¿Quién puede matar a un niño?) est un film espagnol réalisé par Narciso Ibáñez Serrador, sorti en 1976.
Le film suit un couple adulte de touristes qui arrive un matin dans la petite île tranquille d’Almanzora et ne tarde pas à découvrir que les enfants ont assassiné la majorité des adultes. Traqués par des petits meurtriers au regard d’ange, le couple tente désespérément de quitter les lieux.

## Synopsis
Le film commence par plusieurs photographies de scènes de torture et de maltraitance envers des enfants dans différentes guerres et famines, sur lesquelles les crédits sont intercalés. Après cela, nous nous rendons compte que ces scènes correspondent à un documentaire télévisé que Tom et Evelyn, un couple de touristes étrangers anglophones regarde. Le lendemain matin, ils partent visiter la ville espagnole de Benavis, une ville fictive sur la côte méditerranéenne, puis se rendent sur l’île tout aussi fictive d’Almanzora. Evelyn est enceinte de sept mois de leur troisième enfant et Tom est heureux de revenir sur l'île. Cependant, dès leur arrivée, ils remarquent une atmosphère étrange car tout semble abandonné et seuls les enfants sont vus sans aucune trace d’adultes.
Le couple s'aventure alors dans les rues, il découvre un stand de glace abandonné avec la glace fondue et trouve un bar vide comme si les gens étaient partis à la hâte, laissant même les poulets au four se carboniser. Alors que Tom part à la recherche de nourriture, une petite fille entre et caresse le ventre d’Evelyn, lui souriant sans dire un mot, et repartant après. Pendant ce temps, Tom a fait des recherches à l'intérieur des maisons après avoir pensé entendre des bruits dans l’une d’elles. Ne trouvant personne, il se rend au magasin, également vide et fait le plein de nourriture. Là, Evelyn et Tom reçoivent un appel téléphonique d’une jeune femme parlant dans une langue étrangère et avec un ton de voix en détresse, coupant la communication peu de temps après. Après le déjeuner, le couple part à la recherche de l’hôtel, où il n’y a pas non plus d’adulte, bien qu’ils découvrent qu’il y a des touristes suédois enregistrés, un couple avec leur fille. Ils pensent alors à la fille étrangère lors de l’appel et se penchant par la porte de l’hôtel, Evelyn voit enfin un vieil homme qui semble jouer à cache-cache avec une fille. En les suivant, le couple est terrifié de voir comment la fille lui prend sa canne pour lui asséner plusieurs coups à la tête jusqu’à ce qu’il meure. Plus tard, quand ils montent dans les chambres à la recherche de la famille suédoise, ils trouvent les corps du couple mais aucune trace de la fille. À l’hôtel, ils trouvent finalement un habitant adulte du village, un pêcheur nommé Antonio Iranzo. Ce dernier, encore sous le choc, leur explique que, quelques jours auparavant, tous les enfants ont contracté une sorte de folie collective et se sont mis à assassiner tous les adultes du village. Le pêcheur explique qu'il était impossible pour eux de tuer un enfant. À la suite de cela, les enfants sanguinaires prennent en chasse le couple qui s'enfuit dans la voiture d'un automobiliste assassiné.
Plus tard, alors qu'ils sont coincés dans une pièce, Tom est contraint d'abattre un petit garçon armé d'un revolver et s'apprêtant à tirer sur Evelyn. Piégée dans la pièce, celle-ci est malgré tout tuée lorsque son bébé à naître rejoint les enfants de l’île et l’attaque de l’intérieur. Le lendemain matin, un Tom fatigué et complètement seul tire finalement avec un MP-40 sur un groupe d’enfants qui le poursuivent tandis qu’il tente de s’échapper de l’île. D'autres le suivent jusqu’au quai et l'attaquent en masse pendant qu'il détache un bateau. Au même moment, une patrouille arrive et, croyant que Tom tue les enfants de sang-froid, lui ordonne de déposer son arme sans comprendre son anglais. N'obtempérant pas, un officier l'abat puis commence à s’occuper des blessés. Se demandant quel genre d'homme peut tuer des enfants, il interroge les jeunes pour savoir où se trouvent leurs parents. En larmes, une fillette pointe du doigt la ville vers laquelle il se dirige alors avec ses deux équipiers, laissant leur bateau et leurs armes non sécurisés. L’agent est interloqué par un « Au revoir ! » qui lui est adressé d'un ton soudainement enjoué. Il se retourne et voit que des enfants sont montés à bord du bateau de patrouille et déchargent leur inventaire d’armes légères. L’un d'entre eux tue les trois officiers avec un fusil. Le film se termine avec un petit groupe d’enfants se préparant à se rendre en Espagne continentale dans un bateau à moteur, en prenant soin d’y aller en petit nombre pour éviter d'éveiller les soupçons.
Quand une fille demande : « Pensez-vous que les autres enfants vont commencer à jouer comme nous ? », le garçon responsable sourit et répond : « Oh, oui... Il y a beaucoup d’enfants dans le monde. Beaucoup d’entre eux ».

## Fiche technique
- Titre : Les Révoltés de l’an 2000
- Titre original : ¿Quién puede matar a un niño? (« Qui peut tuer un enfant ? »)
- Titres anglophones : Who Can Kill a Child?, Island of Death, Would You Kill a Child?, Trapped, Island of the Damned, Death is Child’s play, The Killers's Playground
- Réalisation : Narciso Ibáñez Serrador
- Scénario : Narciso Ibáñez Serrador d’après le roman El juego de los niños de Juan José Plans
- Production : Manuel Salvador
- Musique : Waldo de los Ríos
- Photographie : José Luis Alcaine
- Montage : Antonio Ramírez de Loaysa et Juan Serra
- Décors : Juan Alonso
- Costumes : Carmen de la Casa
- Pays d’origine :  Espagne
- Format : Couleurs - Mono
- Langue : Anglais, Espagnol
- Genre : Horreur, fantastique
- Durée : 100 minutes
- Date de sortie : 26 avril 1976
- Date de sortie en France : 2 février 1977 , 12 août 2020 (ressortie, Carlotta Films)
- Interdit aux moins de 16 ans

## Distribution
- Lewis Fiander (en) (vf. José-Maria Flotats) : Tom
- Prunella Ransome (vf. Françoise Dorner) : Evelyn
- Antonio Iranzo : Père de la fille qui pleure
- Luis Ciges : Enrique Amorós, le facteur
- Fabián Conde : Vendeur du magasin de photos
- José Moratalla (vf. Albert Augier) : Réceptionniste de l'agence de voyage
- Rafael de Penagos : Responsable de l'agence de voyage
- Marisa Porcel : Brit Van Der Holden
- Ana Maria Simon : Mère à la ferme
- Irene Guerrero de Luna : Propriétaire de la pension
- Miguel Narros (es) : Premier Garde-côte
- Lourdes de la Cámara : Enfant
- Javier de la Cámara : Enfant
- Roberto Nauta : Enfant
- Marián Salgado : Enfant
- María Luisa Arias
- Juan Cazalilla
- Antonio Canal
- Aparicio Rivero
- Andrés Gómez
- Andres Vicente Gomez
- Cristina Torres
- Selica Torcal
- Ángel Ter
- Elsa Fábregas

## Réception critique
En 2013, Télérama loue les renversements des codes des films d'horreurs que l'on voit dans le film.
En 2020, Le Monde parle d'un film d'épouvante minimaliste tandis que Les Inrockuptibles parle d'un film d'horreur jubilatoire. Libération parle de son côté d'un chef-d'œuvre fantastique du cinéma espagnol. Culturopoing salue moins le côté fantastique que l’inquiétante étrangeté qui fait basculer la réalité familière progressivement vers l’irrationnel. Le Point parle quant à lui d'un film cultisme du cinéma d'horreur. Le Vif souligne les effets de réalismes renforçant toute l'horreur que dégage les rôles inversés.
En 2022, La Libre le classe parmi les films culte ayant le mieux représenter la figure de l'enfant maléfique au cinéma.
En 2024, L'Humanité le qualifie de brûlot horrifique contrastant avec le sadisme des enfants.
Les Cinémas du Grütli apprécie pour sa part la subversion, la violence ainsi que la beauté visuelle se dégageant du film. Dans son analyse, Critikat affirme que la force du film réside dans la capacité à exprime avec le plus d’effroi la part secrètement inquiétante que renferme chaque enfant.

## Distinction
- 1977 : Prix de la critique au festival international du film fantastique d'Avoriaz[12]

## Festival
- 2019 : Le festival du film fantastique espagnol[13]
- 2022 : Festival bruxellois Offscreen[14]

## Édition
- Après une sortie en VHS par les éditions Fil à Film, le film est proposé en DVD en 2008 par Wild Side vidéo dans le collection « Les maîtres du fantastique, les introuvables ». En 2018, le film est restauré et sort en Blu-ray (espagnol et anglais) chez l'éditeur américain Mondo Macabro.

- Le titre sort ensuite en steelbook Blu-ray en France chez l'éditeur Carlotta Films le 16 septembre 2020, avec en supplément une introduction par Fabrice du Welz (5'), un entretien avec le réalisateur (9'), avec le chef opérateur (16'), une présentation de Serrador par ses homologues (27') et un documentaire réalisé en 2008 par Wild Side sur le cinéma fantastique espagnol (28').

## Autour du film
- Le scénario du film est tiré du roman El juego de los niños (« Le jeu des enfants ») de Juan José Plans (en).
- Avant de se rendre à l’île d’Almanzora (un lieu fictif), Tom et Evelyn passent une nuit à la station balnéaire de Benahavis. Les séquences se passant à Benahavis ont été tournées à Almunecar et à Sitges, deux sites réputés de la Costa espagnole. Celles d’Almanzora ont été filmées à Ciruelos, localité d’environ 300 habitants (en 1975) située dans les environs de Tolède, à 250 km de la mer. Les scènes insulaires ont été tournées à Minorque.
- Le réalisateur du film a envisagé de faire appel à Anthony Hopkins pour jouer le rôle de Tom.
- La Finlande et l’Islande ont interdit le film sur leur territoire lors de sa sortie parce qu’il était jugé trop violent.
- Étant donné que le film se termine mal il n'y a jamais eu de suite.
- Les Démons du maïs (1984), adaptation de la nouvelle de Stephen King intitulée Les Enfants du maïs, propose un scénario similaire.
- Le Mot en « M » (2000) est un épisode de South Park qui le parodie.
- Le dixième épisode de la troisième saison de Charmed ("Au service du mal", 2001) s'en inspire.
- Come Out and Play (film) (en) (2012) en est un remake.